# Relitto di Punta Cera
Il relitto di Punta Cera (in realtà il toponimo corretto è Punta Nera) giace su fondale sabbioso di 35 metri di profondità al largo della baia di Porto Azzurro, sulla costa sud-orientale dell'isola d'Elba, ed è stato largamente depredato sin dall'epoca della sua scoperta (1961).
La nave, che conteneva un carico di anfore africane IIA (alcune delle quali con bollo CPG sul collo) e Gauloise 4, è datata alla fine del III secolo.
Grazie ad un sequestro, avvenuto nel 1963 sulla spiaggia prospiciente il relitto, sono state recuperate circa 25 anfore oggi facenti parte del Deposito archeologico statale di Portoferraio. 